# Scott Poteet

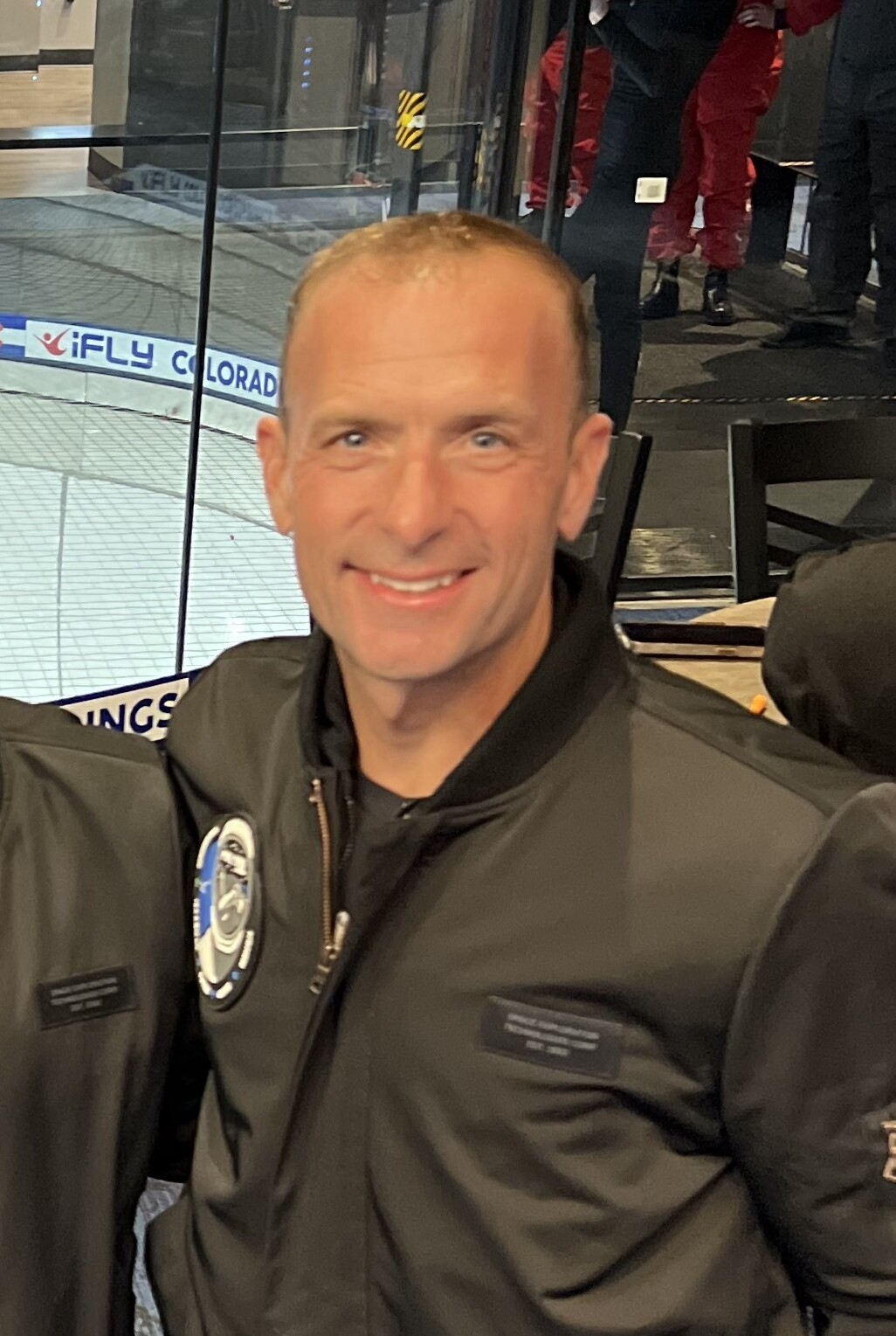
Scott Poteet (2023)

Scott Poteet (* 7. Dezember 1973 in Chattanooga, Tennessee) ist ein US-amerikanischer Kampfpilot und Astronaut.

## Leben
Scott „Kidd“ Poteet begann seine Karriere bei der US Air Force, der er etwa 20 Jahre angehörte. Er war unter anderem Kommandeur der 64th Aggressor Squadron der 57th Operations Group auf der Nellis Air Force Base in Nevada. Derzeit ist er im Rang eines Oberstleutnants im Ruhestand. Poteet flog während seiner Zeit in der US Air Force über 3.200 Flugstunden auf verschiedenen Kampfflugzeugen, davon mehr als 400 Stunden im Kampfeinsatz.
Nach seiner Karriere bei der Air Force war er unter anderem Director of Business Development bei dem Luftfahrtunternehmen für militärische Dienstleistungen Draken International und Vice President of Strategy beim börsennotierten Zahlungsverarbeitungsunternehmen Shift4 Payments.
Später wurde er bei SpaceX Mission Director bei der weltweit ersten rein zivilen Weltraummission Inspiration4.
Im Februar 2022 wurde bekannt, dass Poteet als Pilot der privaten Weltraummission Polaris Dawn fünf Tage im Weltall verbringen wird. Dies ist die erste von drei geplanten Missionen im Polaris-Programm von Jared Isaacman, der selbst als Kommandant an Bord ist. Die Mission fand vom 10. September bis 15. September 2024 mit einem Crew-Dragon-Raumfahrzeug von SpaceX statt.